# Iranien (film)
Pour les articles homonymes, voir Iranien.
Pour plus de détails, voir Fiche technique et Distribution.
Iranien est un documentaire franco-suisse réalisé par Mehran Tamadon et sorti en 2014.

## Synopsis
Pendant deux jours, Mehran Tamadon, Iranien athée, accueille quatre mollahs défenseurs de la République islamique d'Iran pour débattre de la question du « vivre ensemble ».

## Fiche technique
- Titre : Iranien
- Réalisation : Mehran Tamadon
- Scénario : Mehran Tamadon
- Photographie : Mohammad Reza Jahanpanah
- Son : Ali-Reza Karimnejad
- Bruitage: Patrick Martinache
- Montage : Marie-Hélène Dozo, Luc Forveille, Mehran Tamadon et Olivier Zuchuat
- Montage son et mixage : Myriam René
- Production :  L'Atelier Documentaire (Bordeaux) - Box Productions (Renens) - Mehran Tamadon Production
- Pays :  France -  Suisse
- Genre : documentaire
- Durée : 105 minutes
- Date de sortie : France - 3 décembre 2014

## Distinctions

### Récompenses
- Festival Visions du réel 2014 : Prix Buyens-Chagoll
- Cinéma du réel 2014 : grand prix
- Documenta Madrid 2014 : prix spécial du jury
- Étoile de la SCAM 2017

### Sélections
- Festival des trois continents 2014
- Berlinale 2014 (forum)